# Korespondenční seminář z programování
Korespondenční seminář z programování (častěji zkracovaný jako KSP) je korespondenční seminář pro studenty středních škol a žáky 2. stupně základních škol a odpovídajících ročníků víceletých gymnázií. Seminář organizují studenti Matematicko-fyzikální fakulty Univerzity Karlovy už od roku 1987.

## Průběh soutěže
První zadání účastníci vyřeší na začátku školního roku, to odešlou a po nějaké době jim přijde zadání další série společně s opravenou sérií první a autorským řešením. Podobným způsobem proběhne pět kol, nejúspěšnější řešitelé jsou pozváni na soustředění, které proběhne na začátku dalšího školního roku.
Jednotlivé série sestávají z několika úloh algoritmizačních, jedné praktické (studenti dostávají za úkol napsat program v libovolném programovacím jazyce, který bude vyhodnocen automatickým systémem) a jedné seriálové (ročník má nějaké téma (např. Prolog), ve kterém jsou řešitelé ponejprv vzděláváni, načež dostávají jednoduché úlohy testující stupeň jejich pochopení).

## Organizátoři
KSP organizují převážně studenti Matematicko-fyzikální fakulty UK za jejího finančního přispění.

## Soustředění
Od roku 2006 se každý rok pořádají dvě soustředění - jarní a podzimní. Jarní soustředění je určeno všem zájemcům o informatiku, kdežto podzimní soustředění je určeno pro úspěšné řešitele předchozího ročníku KSP.